# Miagrammopes auriventer
Miagrammopes auriventer är en spindelart som beskrevs av Schenkel 1953. Miagrammopes auriventer ingår i släktet Miagrammopes och familjen krusnätsspindlar.
Artens utbredningsområde är Venezuela. Inga underarter finns listade i Catalogue of Life.